# Filialkirche Tradigist

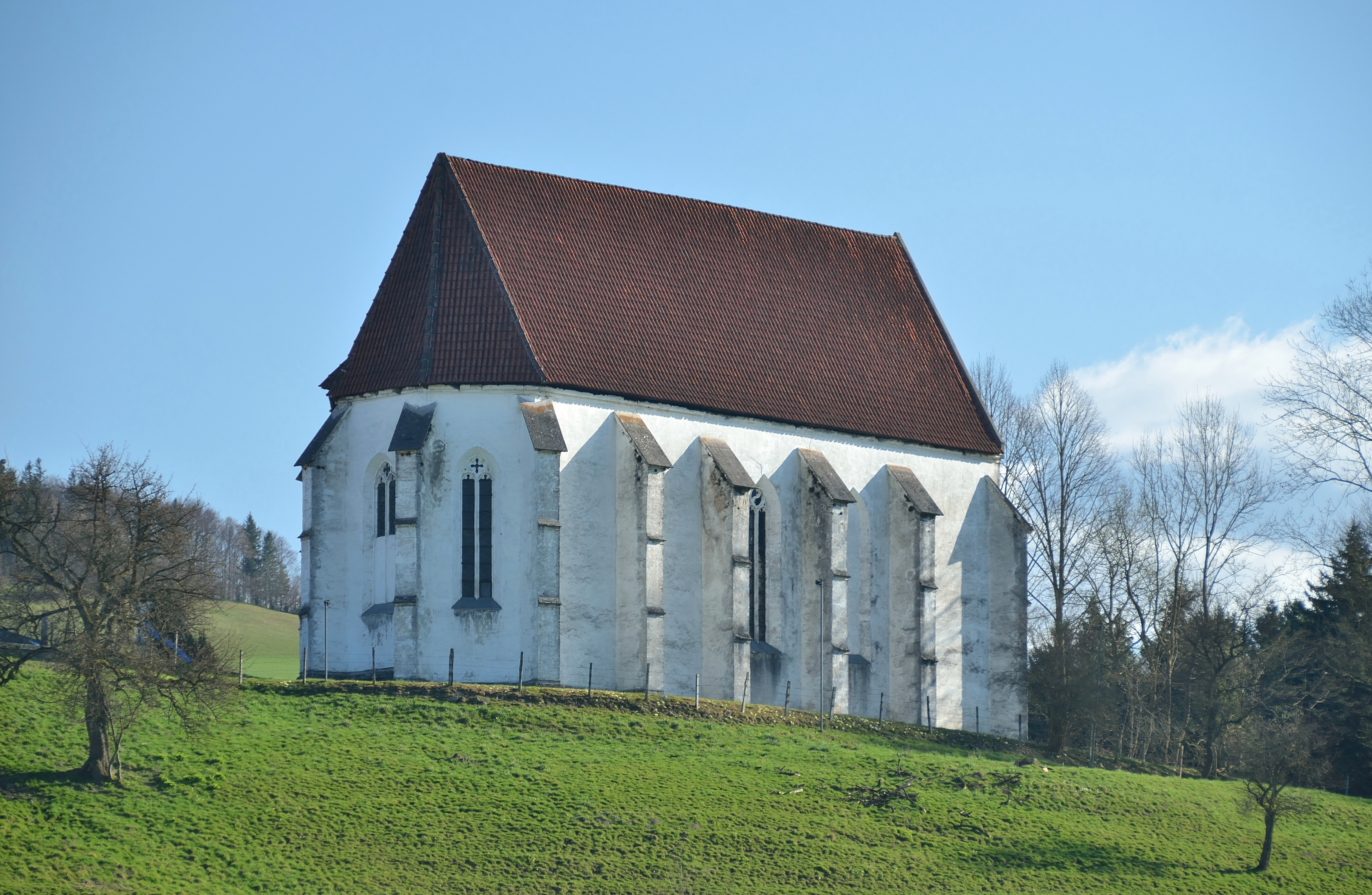
Katholische Filialkirche hl. Andreas in Tradigist-Dorf

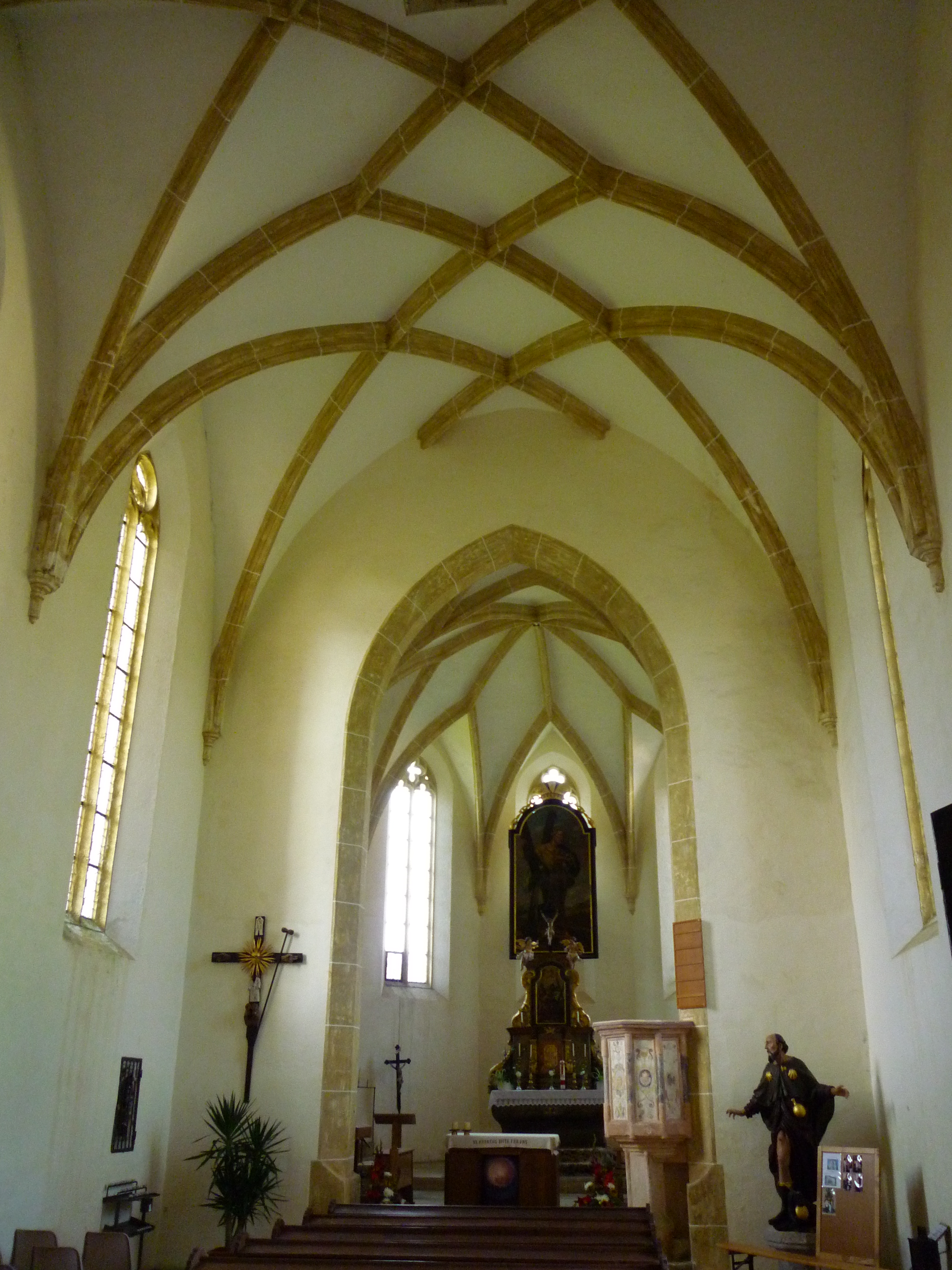
Im Langhaus zum Chor

Die Filialkirche Tradigist steht erhöht östlich der Bundesstraße im Kirchweiler Tradigist-Dorf in der Marktgemeinde Kirchberg an der Pielach im Bezirk St. Pölten-Land in Niederösterreich. Die unter dem Patrozinium des Apostels Andreas stehende römisch-katholische Filialkirche der Pfarrkirche Rabenstein an der Pielach gehört zum Dekanat Lilienfeld in der Diözese St. Pölten. Die Kirche und die Reste der ehemaligen Friedhofsmauer stehen unter Denkmalschutz (Listeneintrag).

## Geschichte
Urkundlich wurde 1250/1260 eine Kirche genannt.
Die spätgotische ehemalige Wehrkirche wurde um 1464 erbaut. Der Südturm blieb unvollendet. Südlich der Kirche ist freistehend das Friedhofsportal erhalten.

## Architektur
Der einheitliche spätgotische Kirchenbau mit Langhaus und Chor unter einem Walmdach hat zweibahnige Maßwerkfenster und abgetreppte Strebepfeiler. Im Westen und Süden gibt es jeweils ein spätgotisch verstäbtes Schulterportal. Über dem Westportal gibt es zwei Pechnasen, über dem Südportal gibt es die Jahresangabe 1464. Der ungegliederte, halb eingestellte Südturm endet in der Firsthöhe des Langhauses.
Das Kircheninnere zeigt ein dreijochiges Langhaus und einen einjochigen Chor mit einem Fünfachtelschluss mit Netzrippengewölben auf Konsolen. Im Chor gibt es ein spätgotisches Sakramentshäuschen mit einer verstäbten Rechtecknische auf einer Wandvorlage. Ein Schulterportal mit einem eisenbeschlagenen Türblatt führt in das kreuzrippengewölbte Turmerdgeschoß als Sakristei.
Es gibt eine monumentale Wandmalerei hl. Andreas aus dem 17. Jahrhundert.

## Ausstattung
Der Hochaltar auf einem spätbarocken Altartisch hat einen Tabernakelaufsatz mit dem Auszugsbild Andreas, auf dem Giebelabschluss sind Putten, die Rückwand nennt 1798 und Renovierung 1886.
Die polygonale Steinkanzel entstand um die Mitte des 16. Jahrhunderts und zeigt am Korb Felder mit manieristischer Malerei.
Es gibt eine Statue Rochus aus dem Anfang des 18. Jahrhunderts. Ein Leinwandbild Andreas ist aus dem Ende des 18. Jahrhunderts.
Eine Wappengrabplatte nennt Benedikt Khober (Choberger) 1631.